# Максимилиан фон Вюртемберг
Вилхелм Фердинанд Максимилиан Карл фон Вюртемберг (на немски: Wilhelm Ferdinand Maximilian Karl Herzog von Württemberg; * 3 септември 1828, дворец Таксис при Тругенхофен/Дишинген; † 28 юли 1888, Регенсбург) от Дом Вюртемберг (линия Винентал), е херцог на Вюртемберг.

## Биография
Той е единствен син на херцог Паул Вилхелм фон Вюртемберг (1797 – 1860) и съпругата му принцеса Мария София Доротея фон Турн и Таксис (1800 – 1870), дъщеря на княз Карл Александер фон Турн и Таксис (1770 – 1827) и херцогиня Тереза Матилда фон Мекленбург-Щрелиц (1773 – 1839). Внук е на херцог Евгений фон Вюртемберг (1758 – 1822) и принцеса Луиза фон Щолберг-Гедерн (1764 – 1834). Далечен племенник е на първия крал на Вюртемберг Фридрих I.
Той е, както баща му и дядо му, масон. От 1851 г. херцог Максимилиан е в Камерата на съсловията Вюртемберг.
Умира бездетен на 28 юли 1888 г. на 59 години в Регенсбург.

## Фамилия
Максимилиан фон Вюртемберг се жени на 16 февруари 1876 г. в Бюкебург за принцеса Хермина фон Шаумбург-Липе (* 5 октомври 1845, Бюкебург; † 23 декември 1930, Регенсбург), дъщеря на княз Адолф I Георг фон Шаумбург-Липе (1817 – 1893) и принцеса Хермина фон Валдек-Пирмонт (1827 – 1910). Бракът е бездетен.